# Hulshout
Hulshout ist eine belgische Gemeinde in der Region Flandern mit 10.594 Einwohnern (Stand 1. Januar 2024). Sie besteht aus dem Hauptort und den beiden Ortsteilen Houtvenne und Westmeerbeek.
Aarschot liegt 9 Kilometer südlich, Turnhout 30 Kilometer nördlich, Antwerpen 32 Kilometer nordwestlich und Brüssel etwa 40 Kilometer südwestlich.
Die nächsten Autobahnabfahrten befinden sich im Süden bei Aarschot an der A2 und im Norden bei Herentals an der A13/E 313.
In Heist-op-den-Berg, Aarschot und Herentals befinden sich die nächsten Regionalbahnhöfe.
Der Flughafen Antwerpen ist der nächste Regionalflughafen und der Flughafen Brüssel National bei Brüssel ist ein Flughafen von internationaler Bedeutung.

## Sport
Der Coupe Marcel Indekeu (Marcel-Indekeu-Pokal/Schaal Marcel Indekeu) ist ein belgisches Radrennen, das im Juli in Hulshout in der Provinz Antwerpen stattfindet. Es wurde 1961 zu Ehren des ehemaligen großen Hoffnungsträgers des regionalen Radsports Marcel Indekeu ins Leben gerufen, der während seines Militärdienstes im Belgischen Kongo bei einem Flugzeugabsturz ums Leben kam.
Es wurde auch ein Rennen für Juniorenfahrer veranstaltet.

## Töchter und Söhne der Gemeinde
- Leo Sterckx (1936–2023), Bahnradsportler
- Gustaaf Van Roosbroeck (* 1948), Radrennfahrer

## Weblinks

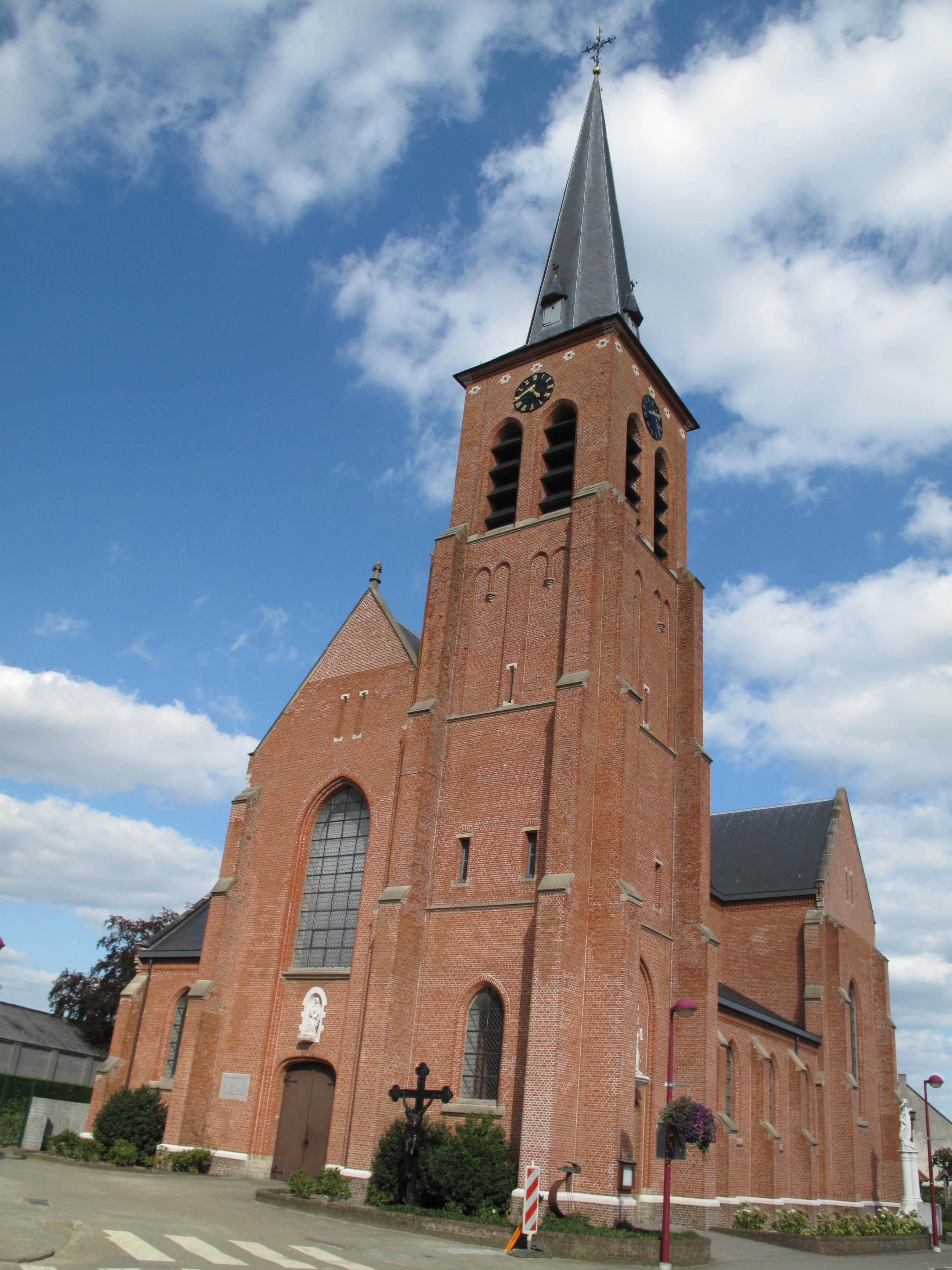
Hulshout, Kirche